# 香港虛擬大學
香港虛擬大學（英語：Hong Kong Virtual University，簡稱「HKVU」，前稱「Cyber University」）是其中一個獲大學教學資助委員會撥款資助的合作計劃，於2001年開展。該計劃旨在為香港大專院校提供一個虛擬校園，而正就讀或將會入讀相關院校的學生可選讀該計劃下所提供的課程。該計劃的課程由香港科技大學、香港城市大學、嶺南大學、香港教育大學及香港大學聯合提供。
相關課程涵蓋普通教育、資訊科技、語言及科學與教育（science and education）四個範疇。

## 歷史
香港虛擬大學於2001年，由香港科技大學計算機科學學系教授暨助理副校長（學術事宜）龐鼎全博士創立。該計劃旨在讓資優及有才能的學生以線上方式修讀大學程度的課程，從而增進學生的學習經歷，亦為他們更容易地由中學銜接至大學。
在計劃開展之前，曾建議中學將資訊科技應用於教學上，卻收到不少關於與設施性能和使用率低相關的投訴，而個別學校亦尋求大學協助。一個於2000年秋季展開的先導研究中，三間學校共28名參與學生在中學參與一個網上教室（cyber classroom，可供學生選擇的有六個）課程，而相關課程透過一電子學習開放平台（eLearning Open Platform，下稱「eLOP」）提供。相關學生透過eLOP觀看課堂片段、向教授詢問，及進行線上任務。先導研究完結後，該計劃收到來自香港優質教育基金的資金。
自2001年起，已有超過100間學校參與該計劃，當中包括加拿大國際學校、拔萃女書院、英皇書院、喇沙書院、瑪利曼中學、培正中學、聖保祿學校、香港華仁書院及九龍華仁書院等。

## 開設課程

### 學分轉移課程
學分轉移課程（Credit Bearing Program）是一系列供本地大專院校學生、中學生及海外學生修讀的課程。學生完成課程的合格要求（包括「出席」視頻課堂，及部份來自線上測驗、小測、功課、小組討論、實驗課堂與考試的成績）後，將能獲取對應的學分。

### 優秀青年證書課程
優秀青年證書課程（Talented Youth Certificate Program）是一系列專為中學生（尤其優秀學生）而設的課程。相關課程乃基於學業壓力較低的正規大學課程而建，除了讓優秀青年探索及建立其個人興趣外，亦提供一個建立香港優秀人士社群的平台。

### 化學家線上課程
化學家線上課程（Chemists Online Program）是一個由香港的大學與中學合作的計劃，於2011年獲得優質教育基金資助。該計劃由樂善堂楊葛小琳中學及香港虛擬大學牽頭，包含18個涵蓋不同化學範疇的研究班，包括合成聚合物、美食學、纳米材料及食品科學。課程內容緊扣高中的化學科課程，並延伸覆蓋至化學領域上的最新發展。

### 化學家線上自學獎勵計劃
2014年，化學家線上課程的概念延伸至化學家線上自學獎勵計劃（Chemists Online Self-study Award Scheme），並於翌年將相關課程之內容遷移至另一個名為「Open Canvas」的學習管理平台。2016年第四季，該計劃在HKMOOC平台（一個為大規模使用而設計的平台）上提供。

### ExCEL暑期計劃
探索為本實驗學習計劃 （页面存档备份，存于）（Exploration Centric Experiential Learning program，又稱「ExCEL Summer Program」）旨在透過結合混合及實驗學習的創新方式，讓中學生探索大學教育中的不同學科、體驗大學教育、增進學生學識、在探索知識中增進批判性思維能力，及在大學層級的課程中獲取學分。參與單一課程的線上及面授環節之學生，可獲得香港科技大學的學分。

### e-STEAM@Home獎勵計劃
e-STEAM@Home獎勵計劃 （页面存档备份，存于）（e-STEAM@Home Award Scheme）是一個為中、小學生在家自學而設的學生為本、自主進度學習計劃，由香港科技大學的香港虛擬大學（HKVU）計劃與香港教育城（HKEdCity）及科大-李錦記快樂家庭學習中心（HFLC）共同合作。在2020年4月，該計劃下共設有12個線上課程。

## 開授課程
- 傳播學入門（香港城市大學）
- 认知科学入門（香港大學）
- 數學解題技巧（香港教育大學）
- 探索多媒體與互聯網計算（香港科技大學）
- 計算機與編程基礎I（香港科技大學）
- 計算機與編程基礎II（香港科技大學）
- 科學、科技與社會（香港科技大學）
- 批判性思维（嶺南大學）

## 所獲獎項
香港虛擬大學計劃於Wharton-QS Stars Awards中獲得Hybrid Learning類別的第二名，而化學家線上課程亦得到自然科學獎（Natural Sciences Award）。沃頓商學院與QS均認定該計劃是「一個對學習創新有傑出貢獻的計劃」（an outstanding contribution to innovation in learning）。

## 外部連結
- 官方网站